# زايو
زايو أو ثايوث ⵜⴰⵢⵢⵓⵜ بالأمازيغية، وقد سميت نسبة لجبل ثايوث المطل على زايو والذي يعني جبل الضباب لان قمته يعلوها الضباب اغلب ايام السنة لإلتقاء التيارات الهوائية الصحراوية والمتوسطة، وهي مدينة تقع بإقليم الناظور في منطقة الريف، شمال شرقي المغرب. وهي تبعد عن مدينة الناظور ب 40 كيلومترا، على الطريق المؤدية إلى مدينة بركان. يبلغ عدد سكانها 38,851 نسمة حسب إحصاء 2014، أغلبهم من قبائل كبدانة والنازحين من الريف وقبائل آيت يزناسن وأولاد ستوت و قبيلة بني بويحيي .

## تعداد السكاني
يسكن مدينة زايو الأربعين ألف نسمة تقريبا حسب إحصائية عام 2014م، لذلك فهي تعتبر من المدن قليلة التعداد السكاني، مما يمنحها بالمقابلِ استقرارا أمنيا كبيرا م فلا خوف من التجوّل فيها في كافّة الأوقات ليلا ونهارا، وضبط الأمن العالي الذي تتميّز به كان السبب الرئيسي لتعايش المواطنين ذوي الأصول المختلفة والمتعددة جلهم من قبيلة شبذان [كبدانة] والنازحين من الريف، وعشيرة ولاد ستوت، حيث عاشوا جميعاً جنباً إلى جنبٍ على مرّ السنين رغم اختلاف منابتهم وأصولهم دون خوفٍ بسلمٍ وسلامٍ وأخوة تجمع فيما بينهم، ولكن نقص النشاط الاقتصادي دفع ويدفعُ الكثيرين منهم للهجرة بحثاً عن فرصٍ للعملِ جلهم خارج المغرب باوروبا الغربية، وفي الدار البيضاء وغيرها من المدن المغربية الأخرى.

## الجغرافيا
رغم أن عدد سكانها القليل فالمدينة تمتلك مساحات أراضٍ زراعيةٍ شاسعةٍ تزرعُ فيها كثيراً من المنتجات المطلوبة داخل المملكة المغربية وخارجها كالبرتقال مثلاً، وهناك سهلُ تتركز فيه معظم مزروعاتها نظراً لخصوبة تربته العاليه ويطلق عليه اسم سهل صبرا. الا انه اصبح مهدد بالجفاف لقلة التساقطات وضعف صبيب نهر ملوية.

## التعليم
بالنسبة للتعليم في المدينة توجد مدرسة ثانوية واحدةٌ تسمى ثانوية حسان بن ثابت يدرس فيها ما يربو على الألف ومئتي طالبٍ وطالبة، وقد تخرّج منها عددٌ كبيرٌ من الطلبة قام القسم الأكبر منهم بإكمال مرحلتهم الجامعية في المغرب أو في البلدان الأخرى، ويوجد فيها ثلاثة مدارس إعدادية، وعددٌ كبيرٌ من المدارس للمرحلة الابتدائية. وهناك مدرسةٌ دينيةٌ متخصّصةٌ بتعليم القرآن الكريم والعلوم الشرعية تدعى مؤسسة زيد بن ثابت، لا تكتفِ بتدريس الطلبة فقط بل وتقوم بإطعامهم وتوفير المسكن لهم اعتماداً على ما تتلقّاه المؤسّسة من تبرعاتٍ، وهباتٍ، ومساعداتٍ من أهل المهجر خصوصاً.

## الاقتصاد
من الناحية الاقتصادية، يعتمد اقتصاد مدينة زايو بشكل رئيسي على الزراعة. تعد المنطقة المحيطة بالمدينة خصبة، وتشتهر بإنتاج الحمضيات، الزيتون، والفواكه الموسمية. توجد العديد من الضيعات الزراعية التي تساهم في تشغيل اليد العاملة المحلية وتوفير المواد الغذائية للأسواق المجاورة، كما يوجد سوق أسبوعي يقام كل يوم خميس يجتمع فيه الناس. 
ويعتبر قطاع تربية الماشية مهماً في دعم الاقتصاد المحلي، حيث يتم تربية الأبقار والأغنام، مما يساهم في إنتاج الحليب واللحوم.
على الرغم من أن الصناعة في زايو ليست كبيرة مقارنة ببعض المدن الكبرى، غير انه تتواجد به وحدة انتاج السكر سوكرافور تساهم في النسيج الاقتصادي. 
وتتواجد بالقرب منه ايضا وحدات متوسطة الحجم لانتاج الآجور ومقالع لاستخراج حصى البناء وتساهم في زيادة الدخل للمدينة اذا احتسبنا معه جماعة اولاد ستوت. 
إلا أن هناك اهتماماً بتطوير المشاريع الصغيرة والمتوسطة، خاصة في مجالات الزراعة والتحويل الغذائي.
التجارة تلعب أيضاً دوراً مهماً في اقتصاد المدينة، نظراً لقرب زايو من الحدود الجزائرية ووجود طرق تربطها بباقي المدن المغربية، مما يسهل عملية نقل البضائع والتبادل التجاري.
كما أن تحويلات الجالية المغربية في الخارج تُعد مصدر دخل مهم للعديد من الأسر في المدينة، مما يساهم في تنشيط الاستهلاك المحلي ودعم الاقتصاد.